# Otodus
Otodus is een geslacht van uitgestorven haaien uit de orde van de makreelhaaien (Lamniformes) dat van het Paleoceen tot in Plioceen in alle wereldzeeën voor kwam. Sommige soorten waren zeer groot. Carcharocles en Megaselachus worden wel als ondergeslachten van Otodus beschouwd.